# Braszczok
Braszczok (niem. Braschhof) – wieś w Polsce położona w województwie śląskim, w powiecie lublinieckim, w gminie Herby, w sołectwie Tanina.
W okresie międzywojennym w miejscowości stacjonowała placówka Straży Granicznej I linii „Braszczok”.
W latach 1975–1998 miejscowość administracyjnie należała do województwa częstochowskiego.